# 飯田町站
35°42′8.4″N 139°44′55″E / 35.702333°N 139.74861°E

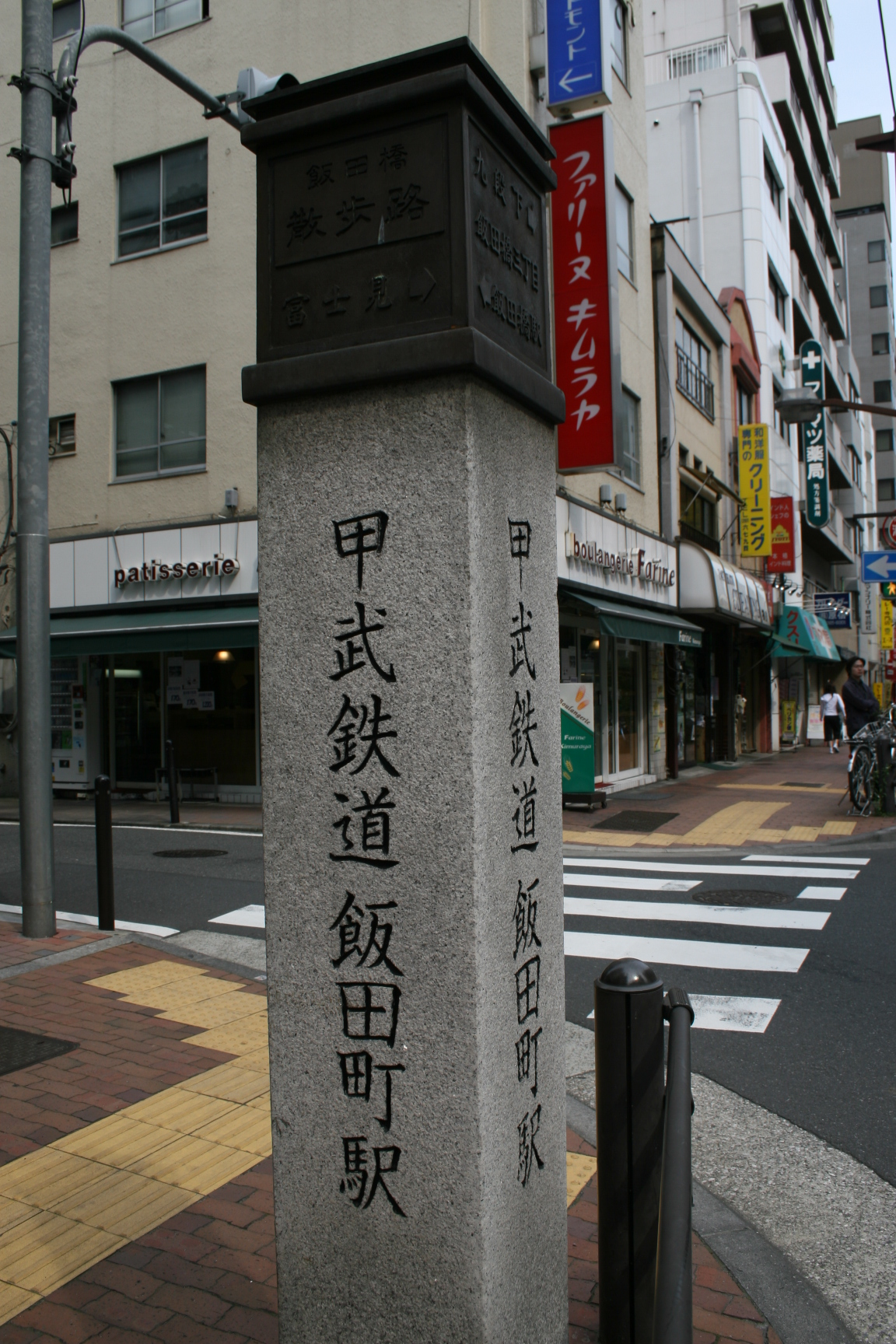
飯田町站遺址紀念碑

飯田町站是曾經存在於日本東京都千代田區飯田橋，日本貨物鐵道中央本線的貨運車站（廢站），位於水道橋站－飯田橋站間。1999年3月9日，廢止。